# جيرانت ريس جونز
جيرانت ريس جونز (بالإنجليزية: Geraint Rhys Jones)‏ هو لاعب اتحاد الرغبي بريطاني، ولد في 23 أغسطس 1987 في أبرغافني ‏ في المملكة المتحدة.